# Snällfällan
"Snällfällan" är ett reportage av Erik Sandberg som handlar om Folkpartiets omvandling. Det sändes den 7 maj 2006 i SVT:s Dokument inifrån.
I reportaget skildras hur Folkpartiet från mitten av 1990-talet och framåt förändrade sitt politiska budskap med målet att ta Moderaternas väljare och bli det största borgerliga partiet. Inspirationen hämtade Folkpartiet från sitt danska systerparti Venstre, ett parti som Folkpartiet utåt anklagade för främlingsfientlighet.
Reportaget tilldelades 2007 priset Guldspaden av föreningen Grävande Journalister.